# Clarksville, Indiana
Clarksville är en stad (town) i Clark County, i delstaten Indiana, USA. Enligt United States Census Bureau har staden en folkmängd på 21 988 invånare (2011) och en landarea på 25,8 km².